# Lumea rusă
Lumea rusă (în rusă Русский мир, transliterat: Russkii mir, găsit și ca Ordinea rusă sau Comunitatea rusă) este un concept interdisciplinar⁠(en)[traduceți] care operează cu semnificații și conotații diferite. În literatura științifică s-au conturat trei abordări teoretice principale: cultural-civilizațională, geopolitică și religioasă. Termenul de „lume rusă”, în sine, nu are o interpretare și o definiție juridică fără ambiguitate, ceea ce permite diverșilor autori să-l înțeleagă drept proiect de integrare, strategie privitoare la diasporă, centru de civilizație, „Idee rusă⁠(en)[traduceți]” (în limba rusă Русская идея), doctrină politică, ideologie etc.
Baza „lumii ruse” este Rusia și noțiunea de rus aflat în străinătate⁠(en)[traduceți]. Uzual, în calitate de concept și de doctrină politică este definit ca fiind sfera de influență politică și culturală a Rusiei.
De la începutul secolului al XXI-lea, termenul „lumea rusă” a fost folosit de autoritățile Federației Ruse ca doctrină a politicii sale externe./

## Diaspora rusă
Rusia
     > 1,000,000
     > 100,000
     > 10,000
     > 1,000

Hartă a diasporei ruse.
Rusia
> 1,000,000
> 100,000
> 10,000
> 1,000

Mulți cercetători  atribuie diasporei ruse conceptul etnopolitic introdus de R. Brubaker, de „diasporă cataclismică” (acest tip de diasporă, spre deosebire de diaspora formată din cei care doresc să muncească în altă parte, apare ca urmare a războaielor, dezintegrarii, prăbușirii imperiilor și altor procese cu rol negativ). În cazul diasporei ruse, acest lucru a fost în principal efect al războiului civil din 1917-1923 (așa-numita Emigrație Albă⁠(en)[traduceți]) și dizolvării URSS în 1991. În primul caz, emigranții au fost forțați să-și părăsească patria, în care în epoca sovietică erau considerați „dușmani ai poporului sovietic și ai statului”, în al doilea caz, unii ruși sau vorbitori de limbă rusă (estimați a fi peste 25 de milioane de oameni)) au rămas înafara voinței lor în afara Rusiei, drept urmare a modificărilor de frontieră. De la începutul secolului al XXI-lea, interacțiunile cu compatrioții din străinătate au făcut parte integrantă din politica externă a Federației Ruse.
„Russkiy Mir” este un proiect care abordează diaspora rusă din străinătate și iredentismul rus în baza unei rețele supranaționale, care, permite combinarea potențialelor geopatice ale metropolei ruse și ale compatrioților ruși din străinătate. .